# Вальгайм (Рейнланд-Пфальц)
Вальгайм (нім. Wahlheim) — громада в Німеччині, розташована в землі Рейнланд-Пфальц. Входить до складу району Альцай-Вормс. Складова частина об'єднання громад Альцай-Ланд.
Площа — 3,27 км2. Населення становить 576 ос. (станом на 31 грудня 2020).